# Adrian Zenz
Adrian Nikolaus Zenz (nar. 1974) je německý antropolog známý svými studiemi o internačních táborech v Sin-ťiangu a genocidě Ujgurů. Je vedoucím pracovníkem v oblasti čínských studií v Nadaci Victims of Communism Memorial Foundation, ve Washingtonu, D.C. a působí jako poradce Inter-Parliamentary Alliance on China.

## Život a kariéra
Dr. Zenz získal magisterský titul v oboru rozvojových studií na University of Auckland a doktorát v oboru sociální antropologie na University of Cambridge s disertací o menšinovém vzdělávání, pracovních příležitostech a etnické identitě mladých Tibeťanů v západní Číně. Plynně hovoří mandarínskou čínštinou. Je ředitelem a vedoucím pracovníkem v oblasti čínských studií v Nadaci Victims of Communism Memorial Foundation ve Washingtonu, D.C., poskytuje expertízy vládám Německa, Spojeného království, Kanady a USA a působí jako poradce mezinárodní mezistranické aliance poslanců z demokratických zemí zaměřené na vztahy s Čínou Inter-Parliamentary Alliance on China.
Přednášel metodologii sociálního výzkumu na Evropské škole kultury a teologie, společném podniku evangelické teologické instituce Akademie für Weltmission a Kolumbijské mezinárodní univerzity v Korntalu v Německu, kde vede doktorandy. V létě 2018 se přestěhoval z Evropy do Spojených států. Od roku 2021 působí jako vedoucí pracovník v oblasti čínských studií v nadaci Victims of Communism Memorial Foundation.
Roku 2021 měl přednášku na semináři China’s Xinjiang Policy in the Xi Jinping Era: Impact and Implications v pražském Goethe Institutu v rámci Ujgurských dní, organizovaných sinology z Orientálního ústavu Akademie věd České republiky.
Zenz opustil katolickou církev, ale později se vrátil ke křesťanství, a prohlásil, že se při svém výzkumu čínských muslimů a dalších menšinových skupin cítí být "veden Bohem". V roce 2012 napsal společně se svým tchánem Marlonem L. Siasem knihu s názvem Why All Believers Will Not Be Raptured Before the Tribulation (Proč všichni věřící skrze utrpení nedojdou k nanebevzetí).

## Vědecká činnost
Ve svém výzkumu se zaměřuje na čínskou etnickou politiku v Tibetu a Sin-ťiangu, internační kampaň Pekingu v Sin-ťiangu a čínské rozpočty na vnitřní bezpečnost z veřejně dostupných zdrojů. Je autorem knihy Tibetanness under Threat a spolueditorem knihy Mapping Amdo: Dynamics of Change, která navazuje na první mezinárodní workshop o výzkumu oblasti Amdo v Tibetu, který se konal v prosinci 2014 na Humboldtově univerzitě v Berlíně. Hrál vedoucí roli při analýze uniklých čínských vládních dokumentů, včetně "Xinjang Papers", "China Cables" a "Karakax List". Dr. Zenz je poradcem Meziparlamentní aliance k Číně (Inter-Parliamentary Alliance on China) a často přispívá do mezinárodních médií.

### Tibet
Zenz je autorem knihy "Tibetanness" Under Threat?, studie o moderním tibetském vzdělávacím systému. V knize zkoumá kariérní vyhlídky studentů, kteří studují v tibetském jazyku, a vyslovil názor, že větší tržní hodnota čínskojazyčného vzdělání ohrožuje přežití tibetské etnokultury.
V září 2020 byl Zenz autorem zprávy, podle níž bylo v prvních sedmi měsících roku 2020 ve výcvikových střediscích vojenského typu vyškoleno 500 000 Tibeťanů, převážně samozásobitelských zemědělců a pastevců. Cituje oficiální čínské dokumenty, kde se např. ve zprávách o snižování chudoby bez obalu říká, že "stát musí přestat vychovávat lenochy". V dokumentech se uvádí, že "přísné řízení procesu odborného vzdělávání ve vojenském stylu" "posiluje slabou pracovní disciplínu Tibeťanů" a reformuje jejich "zaostalé myšlení". Čínská politika transferu pracovních sil vyžaduje "oslabení negativního vlivu náboženství" a nařizuje, že pastevci a zemědělci mají být podrobeni centralizovanému odbornému vzdělávání "vojenského stylu" (军旅式, junlüshi), jehož cílem je reforma "zaostalého myšlení" a které zahrnuje školení v "pracovní disciplíně", právu a čínském jazyce. Tomu napomáhá znepokojivý nový program, který "povzbuzuje" Tibeťany, aby předali svou půdu a stáda vládním družstvům a změnili se tak v námezdní dělníky. BBC News uvádí, že podle odborníků citovaných ve zprávě se tato střediska "podobají pracovním táborům".
Program byl zaveden v Tibetské autonomní oblasti v letech 2019 a 2020 jako podpora vzdělávání a převodu "přebytečných pracovníků na venkově". Dokumenty obsahují oznámení tibetské regionální vlády, v němž se uvádí, že v prvních sedmi měsících roku 2020 prošlo vzdělávacím programem 15 % obyvatelstva, tedy více než 500 000 lidí, přičemž téměř 50 000 jich bylo převedeno na pracovní místa v Tibetu a tisíce jich byly poslány do jiných regionů, aby tam pracovaly na špatně placených místech, jako je textilní výroba a stavebnictví. Podle Zenze klíčové politické dokumenty odhalily, že straničtí funkcionáři musí splnit přísné kvóty, jinak jim hrozí trest.

#### Reakce na Zenzovy studie
Výzkumník v oblasti rozvojových studií Andrew Fischer popsal v recenzi Zenzovu ranou práci jako vyváženou a "vynikající diskusi" o tibetském vzdělávání, která zahrnovala "zajímavé způsoby měření a reprezentace" školních výsledků a jako práci, která nabízí "vzácný vhled" do tibetského vzdělávání s "fascinujícími" detaily a má "nesmírnou hodnotu".
V roce 2019 vyšel článek ve Frankfurter Allgemeine Zeitung, který Zenzovy metody výzkumu Tibeťanů označil za nekonvenční. V článku se uvádělo, že Zenz analyzoval pracovní nabídky pro bezpečnostní pracovníky v Tibetu, porovnal je s údaji o sebeupalování Tibeťanů a poté na základě těchto údajů vyvodil závěry o represivní politice čínské vlády. V roce 2020 agentura Reuters ve své zprávě napsala, že "potvrdila Zenzova zjištění a našla další politické dokumenty, zprávy společností, dokumenty o veřejných zakázkách a zprávy státních médií" týkající se rostoucího programu nucené práce v Tibetu. Čínské ministerstvo zahraničí Zenzova zjištění zpochybnilo a jeho mluvčí je označil za "lži".
Robert Barnett, bývalý ředitel programu moderních tibetských studií na Kolumbijské univerzitě, v březnu 2021 napsal, že Zenzova práce o Tibetu je obecně "dobře hodnocena", a poznamenal, že Zenz byl vystaven nespravedlivým a urážlivým útokům ze strany čínských státních médií. Ohradil se proti dezinterpretaci Zenzových studií v médiích, která uváděla článek Dr. Zenze jako zdroj svých informací, ale nesprávně tvrdila, že informoval o existenci pracovních táborů a údajném použití síly, o čemž pouze spekuloval.

### Sin-ťiang
Zenzovou nejvlivnější prací byl jeho výzkum masového zadržování Ujgurů a dalších turkických muslimských menšin v čínských internačních táborech v Sin-ťiangu. Zenz byl jedním z prvních badatelů, kteří odhalili existenci, velikost a rozsah těchto táborů a doložil, že základy pro drakonickou internační kampaň čínské vlády v Ujgurské autonomní oblasti Sin-ťiang na severozápadě země položil přímo čínský prezident Si Ťin-pching. K uniklým vysoce tajným dokumentům, známým jako China Cables, Zenz uvedl: z dokumentů je patrné, že v případě tzv. "reedukačních středisek" se jedná o přísně střežená zařízení, která musí mít vyhrazené policejní stanice, speciální policejní jednotky, 24hodinovou ostrahu a rozsáhlá opatření proti útěku, aby, cituji, "studenti" nemohli utéct, nemohli se dostat ven před ukončením studia, což je nejméně po jednom roce intenzivního vymývání mozků.
Zenz studuje masové zadržování Ujgurů v internačních táborech v Sin-ťiangu od února 2018. Ve své práci vycházel z rozpočtových plánů čínské vlády, nabídkových listin, uniklých dokumentů, tabulek a dalších oficiálních dokumentů. Ve zprávě z května 2018, kterou zveřejnila nadace Jamestown Foundation, Zenz původně odhadoval počet zadržovaných muslimů v rozmezí od 100 000 do něco přes 1 milion. Zenz tento odhad založil na dokumentech zveřejněných ujgurskou exilovou mediální organizací Istiqlal se sídlem v Turecku, které údajně unikly od anonymních čínských představitelů veřejné bezpečnosti v regionu, spolu se dvěma zprávami o kvótách na zadržování muslimů, které pro Rádio Svobodná Asie vypracoval Shohret Hoshur. Následně z těchto čísel extrapoloval a zahrnul do nich informace od bývalých zadržených a veřejné čínské vládní dokumenty, které poskytly údaje o velikosti a počtu táborů. Jeho odhad byl hojně citován, přičemž mnoho zdrojů, včetně odborníků z panelu OSN, se přiklánělo k vyššímu rozmezí odhadu.
V březnu 2019 Zenz poskytl OSN vyšší odhad až 1,5 milionu zadržovaných Ujgurů, přičemž uvedl, že jeho číslo zohledňuje jak nárůst velikosti a rozsahu zadržování v regionu, tak veřejné zprávy o příbězích ujgurských exulantů, jejichž rodiny jsou v internačních táborech. V červenci 2019 Zenz zveřejnil v časopise Journal of Political Risk nový odhad až 1,5 milionu mimosoudně vězněných Ujgurů, což představuje "ekvivalent téměř jedné šestiny dospělých příslušníků turkické a převážně muslimské menšiny v Sin-ťiangu." V listopadu 2019 Zenz odhadoval, že počet internačních táborů v Sin-ťiangu překročil 1 000. V červenci 2020 Zenz v časopise Foreign Policy napsal, že jeho odhad se od listopadu 2019 zvýšil na celkem 1,8 mil. mimosoudně zadržovaných Ujgurů a dalších muslimských menšin, což popsal jako "největší věznění etnonáboženské menšiny od dob holocaustu", a tvrdil, že čínská vláda provádí politiku porušující Úmluvu OSN o prevenci a trestání zločinu genocidy.
Zenz také prozkoumal veřejně dostupné čínské vládní dokumenty, které ukázaly, že čínská vláda od roku 2016 vynaložila desítky milionů dolarů na program antikoncepčních operací, který zahrnuje peněžní pobídky pro sterilizační zákroky. Jeho výzkum ukázal, že porušení nařízení o regulaci porodnosti (tzn. více dětí v rodině) v Sin-ťiangu se trestá internací. Ke stejnému závěru dospělo i vyšetřování agentury Associated Press, jež rovněž zjistilo, že ženy v Sin-ťiangu jsou násilně sterilizovány a podrobovány nuceným potratům. V červnu 2021 publikoval Zenz v časopise Central Asian Survey 28stránkovou studii, v níž tvrdí, že Čína provádí kontrolu populace v Sin-ťiangu s výslovným "dlouhodobým" záměrem snížit populační růst ujgurské etnické menšiny. Podle něj se míra populačního růstu ve dvou největších ujgurských prefekturách v Sin-ťiangu, Kašgaru a Hotanu, mezi lety 2015 a 2018 snížila o 84 % v důsledku nucené sterilizace, násilím podávané antikoncepce a uměle vyvolaných potratů Ujgurských žen.

#### Reakce na Zenzovy studie
Zenzovy práce odhalující porušování lidských práv v Sin-ťiangu se staly předmětem široké mezinárodní pozornosti a byly hojně citovány v médiích. Zenz vychází z oficiálních čínských dokumentů a uvádí konkrétní metodické pokyny jako např. zprávu, která pod nadpisem "centralizovaná transformace prostřednictvím výchovné práce" uvádí, že převýchovná práce musí "vymýt mozky, očistit srdce, podpořit správné, odstranit špatné". Tým badatelů pod vedením Adriana Zenze potvrdil i pravdivost dokumentu, který unikl do CNN a řady mezinárodních médií a byl zveřejněn 17. února. Ten uvádí konkrétní jména 2 800 Ujgurů zadržovaných bezdůvodně v detenčních centrech. Čína na tento dokument reagovala tiskovou konferencí, kde zneužila vynucené výpovědi některých obětí. nebo pečlivě aranžovanou exkurzí pro zahraniční novináře.
Analýza, kterou v lednu 2019 zveřejnil Mercator Institute for China Studies, označila Zenzův odhad, že 1 milion Ujgurů byl vystaven mimosoudnímu zadržování, za "věrohodný" a citovala Zenzovu studii z roku 2018 jako jeden ze dvou důležitých pramenů, který počet 1 milionu zadržovaných Ujgurů v roce 2018 dokládá z dokumentu, který unikl z čínských orgánů veřejné bezpečnosti. Frankfurter Allgemeine Zeitung Zenzovu práci popsal jako solidní důkaz o rozsahu represí, které byly dříve známy pouze z neoficiálních zdrojů.
Spojené státy zakázaly dovoz bavlny ze Sin-ťiangu krátce poté, co Zenz zveřejnil zprávu popisující rozsáhlé využívání nucených prací v regionu. Ministři zahraničí USA, Kanady a UK ve společném stanovisku uvedli, že důkazy o zneužívání jsou podle nich "zdrcující", včetně satelitních snímků, výpovědí očitých svědků a vlastních dokumentů čínské vlády.
Evropská unie, Spojené státy, Velká Británie a Kanada v březnu 2021 zavedly koordinované sankce proti čínským vládním představitelům kvůli porušování lidských práv v Sin-ťiangu. Sankce míří na státem vlastněnou polovojenskou organizaci XPCC (Xinjiang Production and Construction Corps), která kontroluje rozsáhlé oblasti hospodářství v Sin-ťiangu a na Xinjiang Public Security Bureau (XPSB), která uzavřela smlouvy s mnoha významnými čínskými společnostmi na výstavbu hromadných detenčních táborů a sledovacích systémů. Individuální sankce se týkají několika vysokých představitelů v Sin-ťiangu - ředitele Úřadu veřejné bezpečnosti v Sin-ťiangu Čchen Ming-kua a dalšího vysokého úředníka v regionu Wanga Ťün-čenga, dále bývalého náměstka stranického tajemníka v Sin-ťiangu Zhu Hailuna.
Čína na Zenzova zjištění reaguje velmi podrážděně a mluvčí čínského ministerstva zahraničí Čao Li-ťien označil Zenzovy zprávy za "dezinformace" s "nulovou důvěryhodností", které způsobily "těžké ztráty" "mnoha společnostem a obyvatelům Sin-ťiangu". Podle státních medií vláda podpořila řadu žalob, které podaly společnosti a jednotlivci v Sin-ťiangu. 2. dubna 2021 soud v Kašgaru přijal občanskoprávní žalobu podanou textilní společností v Sin-ťiangu proti Zenzovi za pomluvu. Je to poprvé, co byla v Číně podána žaloba na zahraničního vědce, který studuje tamní problematiku lidských práv.
Čínská vláda reagovala také uvalením odvetných sankcí proti Zenzovi a dalším osobám, které kritizovaly čínskou vládu za porušování lidských práv v Sin-ťiangu, včetně devíti dalších osob (z nichž pět jsou členové Evropského parlamentu), dvou orgánů Evropské unie (Politický a bezpečnostní výbor Rady Evropské unie, Podvýbor Evropského parlamentu pro lidská práva), německého Mercatorova institutu pro čínská studia a dánské Nadace Aliance demokracií. Sankce proti Zenzovi mu zakazují vstup do Čínské lidové republiky a omezují jeho možnost obchodovat s čínskými firmami.
V důsledku své práce o Sin-ťiangu se Zenz stal terčem koordinovaných dezinformačních útoků ze strany propekingských a čínských státních médií i dalších subjektů napojených na stát. Čínská státní media (české vysílání China Radio International, CRI) a Čínské velvyslanectví v Praze publikují články převzaté z českého dezinformačního webu AC 24. Některé články zveřejněné pod českými jmény, jejichž identitu nelze dohledat, jsou dostupné také v čínštině na stránkách CRI. Většinu obsahu CRI v češtině tvoří články, které byly mechanicky přeloženy z čínštiny nebo jiného jazyka, v němž CRI informuje a pro české rodilé mluvčí jsou často nesrozumitelné nebo dokonce nechtěně humorné. Významným tématem byla situace v Sin-ťiangu, kde se objevovaly články odmítající kritiku čínské politiky vůči Ujgurům a dalším převážně muslimským menšinám. Zenz a jeho práce o Sin-ťiangu byly čínskou vládou opakovaně označeny za "lži", a to i v případech, kdy vycházely z údajů, které předtím zveřejnila sama čínská vláda.
Čínští vládní představitelé a státní média stále více rozšiřují obsah, včetně dezinformací, produkovaný okrajovými médii a konspiračními webovými stránkami, které často sympatizují s narativním postojem autoritářských režimů. Vydavatelství Xinjiang Audio-Video Publishing House, které patří regionálnímu vládnímu úřadu a je napojeno na pracovní oddělení Jednotné fronty Čínské komunistické strany, financovalo marketingovou společnost, která vytvářela videa zobrazující Ujgury jako podporovatele politiky čínské vlády v Sin-ťiangu. Tato videa pak byla šířena na Twitteru a YouTube sítí neautentických účtů. Tyto účty v roce 2020 na Twitteru také retweetovaly a lajkovaly tweety které se přímo netýkaly Sin-ťiangu od čínských diplomatických představitelů a čínských médií spojených se státem.
Zenz pro Radio Free Asia uvedl: "Stále vyhodnocuji, co toto vyhrožování znamená. Samozřejmě, pokud by mě skutečně zažalovali, mělo by to jisté okamžité výhody, například publicitu, která by s tím byla spojena, zejména pro věc Ujgurů. Myslím, že za tím je obecná hrozba, že jsou ochotni jít ještě o krok dál, takže nevím, jestli to skončí jen u právních prostředků." Během rozhovoru pro The Daily Telegraph zveřejněného v květnu 2021 se Zenz bránil proti obviněním z fabulace a poznamenal, že 95 % dokumentů, které analyzoval, jsou veřejně dostupné vládní záznamy. Zenz se stal opakovaně terčem kybernetických útoků a obdržel mnoho pokusů o hackerské útoky prostřednictvím e-mailu od lidí, kteří se vydávali za Ujgury.

### Vybraná bibliografie
- Worthy to Escape: Why All Believers Will Not Be Raptured Before the Tribulation, with Marlon L. Sias, Westbow Press, Bloomington 2012
- 'Tibetanness' Under Threat?: Neo-Integrationism, Minority Education and Career Strategies in Qinghai, P.R. China. Brill, 2013, ISBN 978-9004257962
- “Xinjiang’s Rapidly Evolving Security State”, with James Leibold. China Brief 17(4). The Jamestown Foundation, 14.3.2017
- “Chen Quanguo: The Strongman Behind Beijing’s Securitization Strategy in Tibet and Xinjiang”, with James Leibold. China Brief 17(12), 21.9.2017
- "Thoroughly reforming them towards a healthy heart attitude": China's political re-education campaign in Xinjiang". Central Asian Survey. Informa UK Limited. 38 (1), 2018, pp. 102–128. doi:10.1080/02634937.2018.1507997. ISSN 0263-4937. S2CID 150169905. (via Academia.edu).
- “New Evidence for China’s Political Re-Education Campaign in Xinjiang”, China Brief 18(10), 15.5.2018, The Jamestown Foundation.
- “Brainwashing, Police Guards and Coercive Internment: Evidence from Chinese Government Documents about the Nature and Extent of Xinjiang’s ‘Vocational Training Internment Camps’”, Journal of Political Risk 7(7), 1.7.2019
- “Break Their Roots: Evidence for China’s Parent-Child Separation Campaign in Xinjiang”, Journal of Political Risk 7(7), 4.7.2019
- “Beyond the Camps: Beijing’s Long-Term Scheme of Coercive Labor, Poverty Alleviation and Social Control in Xinjiang”, Journal of Political Risk 7(12), 10.12.2019, doi:10.31235/osf.io/8tsk2. Preprint.
- “The Karakax List: Dissecting the Anatomy of Beijing’s Internment Drive in Xinjiang” Journal of Political Risk 8(2), 17.2.2020
- “Sterilizations, IUDs, and Mandatory Birth Control: The CCP’s Campaign to Suppress Uyghur Birthrates in Xinjiang”, June 2020, The Jamestown Foundation.
- “Xinjiang’s System of Militarized Vocational Training Comes to Tibet” China Brief 20(17), Sept. 2020 The Jamestown Foundation.
- “Coercive Labor in Xinjiang: Labor Transfer and the Mobilization of Ethnic Minorities to Pick Cotton Archivováno 7. 2. 2021 na Wayback Machine.” Center for Global Policy, 14.12.2020
- "'End the dominance of the Uyghur ethnic group': an analysis of Beijing's population optimization strategy in southern Xinjiang". Central Asian Survey. 40 (3), 24.8.2021, pp. 291–312.
- "The Xinjiang Papers: An Analysis of Key Findings and Implications for the Uyghur Tribunal in London", overview of the 11 leaked Chinese government documents, 9.12.2021